# NGC 40
NGC 40 (Caldwell 2), aussi appelé la nébuleuse du Nœud papillon (Bow tie Nebula ; à distinguer de la nébuleuse du Boomerang parfois aussi nommée ainsi), est une nébuleuse planétaire située dans la constellation de Céphée. Elle a été découverte par l'astronome germano-britannique William Herschel en 1788.

## Observation
Avec une magnitude visuelle apparente de 11,89, on doit utiliser un télescope dont l'ouverture est d'au moins 200 mm pour l'observer.

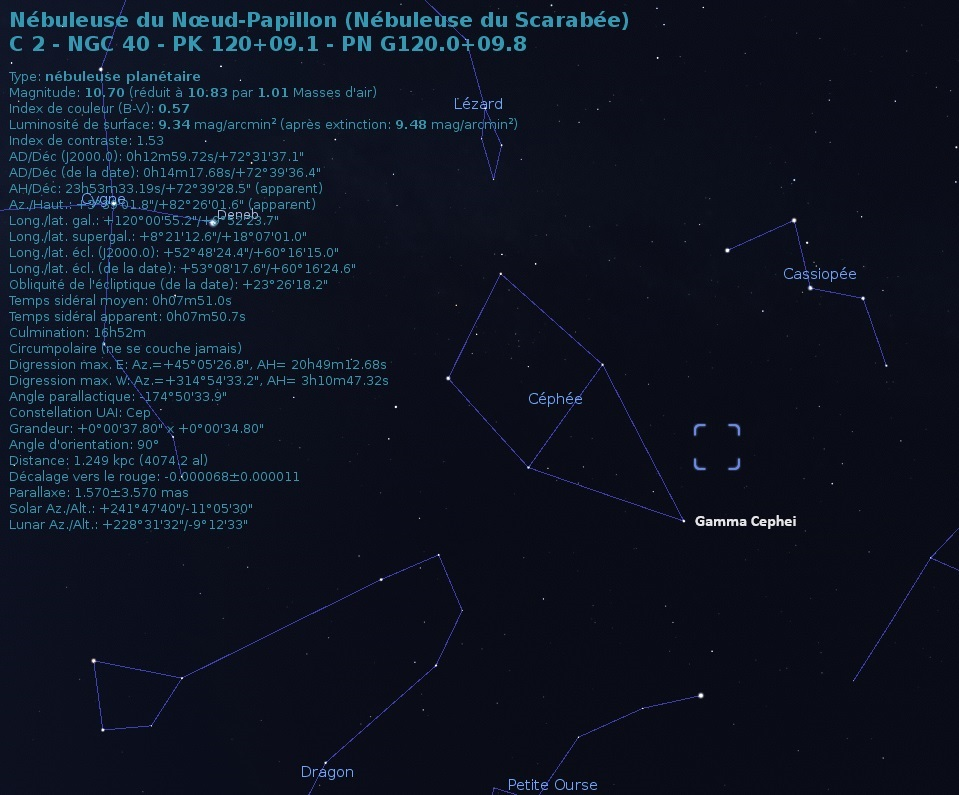
Localisation de NGC 40 dans la constellation de Céphée. (Stellarium)

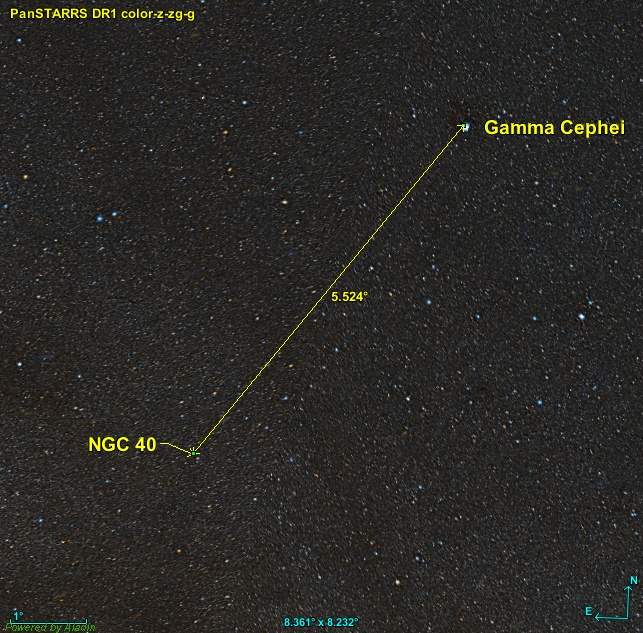
Position de NGC 40 par rapport à une étoile de Céphée.

La nébuleuse NGC 40 est située à environ 5,5 degrés au sud-est de Gamma Cephei.

## Caractéristiques

### Distance
Les mesures des nébuleuses planétaires lointaines comme NGC 40 sont assez imprécises. La base de données Simbad indique cinq valeurs de distances parues dans des articles publiés entre 2008 et 2020. Ces distances sont 1 781,9 ± 64,612 6 pc, 1 070 ± 214 pc, 1 781,896 ± 54,613 pc, 1 983,733 ± 113,727 2 pc et 1 249 pc. La moyenne et l'écart-type de ces mesures sont de 1 569 ± 387 pc (∼5 120 al).
Simbad indique aussi trois valeurs de la parallaxe, dont deux valeurs sont compatibles avec cette distance, soit 0,561 2 ± 0,017 2 mas et 0,504 1 ± 0,289 mas. Ces valeurs équivalent à des distances de 1782+56
-53 pc et 1984+121
-108 pc. La troisième valeur de la parallaxe est de 5,1 ± 12,8 mas provient d'un article publié en 1995. Elle est très imprécise.

### Taille
Grâce à un calcul simple, en utilisant la taille apparente de NGC 40 et sa distance, on peut calculer sa taille réelle. Le résultat donne 1,78 ± 0,44 al.

### Vitesse
Trois valeurs de la vitesse sont indiquées sur la base de données Simbad, soit −20,5 km/s et −20,5 ± 2,0 km/s et −20,50 ± 3,40 km/s.

### Structure et propriété de la nébuleuse

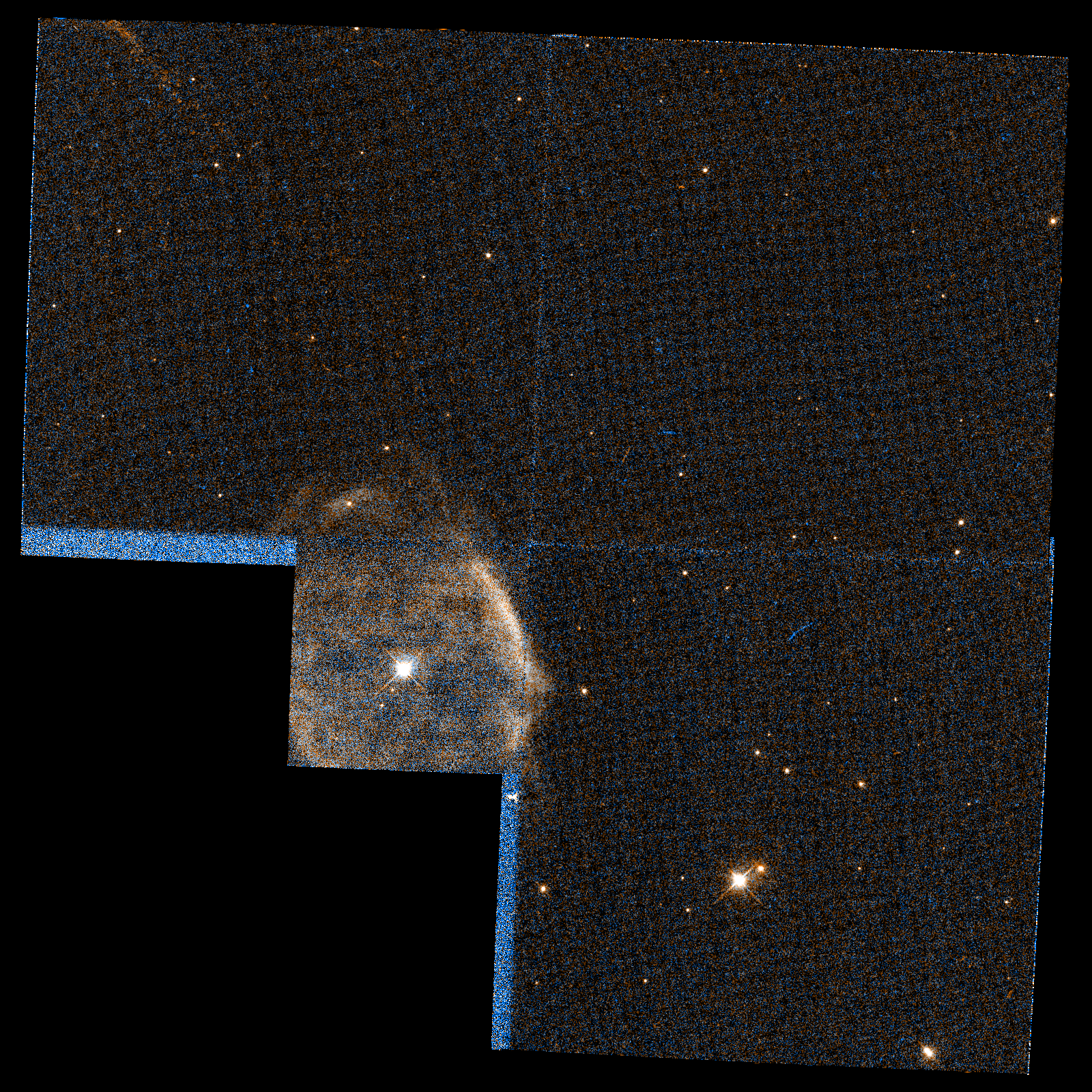
NGC 40 basé sur les observations du télescope Hubble.

Les images et les spectres suggèrent que NGC 40 a connu de multiples éjections de masse dans son évolution récente. NGC 40 présente quatre éjections en forme de jet qui sont non alignés avec l'axe principal dont l'angle de position est de 20°. Certains de ces jets ont percé la cavité principal dans la direction SO-NE, ainsi que le lobe sud. En utilisant un programme de simulation (SHAPE), l'âge de la cavité principale a été évalué à 6500 ans, alors que les deux jets dirigés vers le nord ont un âge moyen de 4 100 ± 500 an..
Selon une étude publiée en avril 2024, qui est en quelque sorte un résumé des connaissances acquises sur une douzaine des nébuleuses planétaires, étude qui cite plusieurs références, la vitesse interne du vent de la nébuleuse est de 1 000 km/s et la luminosité de celui-ci est de 204 {\displaystyle L_{\odot }} (log10=2,31). Le rayon de la bulbe qui entoure l'étoile centrale est d'environ 0,16 pc (∼0,522 al) et sa perte de masse par année est de 2,45 * 10-6 {\displaystyle M_{\odot }}/an. La luminosité de la nébuleuse dans le domaine des rayons X serait de 1,95 * 10-2 {\displaystyle l_{\odot }} (log10=-1,71). Le bulbe entourant l'étoile est près du stade d'évaporation et elle peut déjà contenir une petite quantité de matière riche en hydrogène. Les scientifiques estiment que d'ici 30 000 ans à 40 000 ans elle aura disparu, laissant uniquement une naine blanche à peu près de la taille de la Terre.

## Étoile centrale
Le type spectral de la naine blanche au centre de la nébuleuse est WC8, ce qui signifie que c'est une étoile Wolf-Rayet riche en carbone. Sa température effective est de 71 kK et sa luminosité est de 7,59 * 103 {\displaystyle l_{\odot }} (log10=3,88). Notons que Schönberner et ses collègues ont adopté une distance d'environ 1,79 kpc (∼5 840 al) pour déterminer les valeurs qu'ils proposent.